# 3.7 cm PaK 36

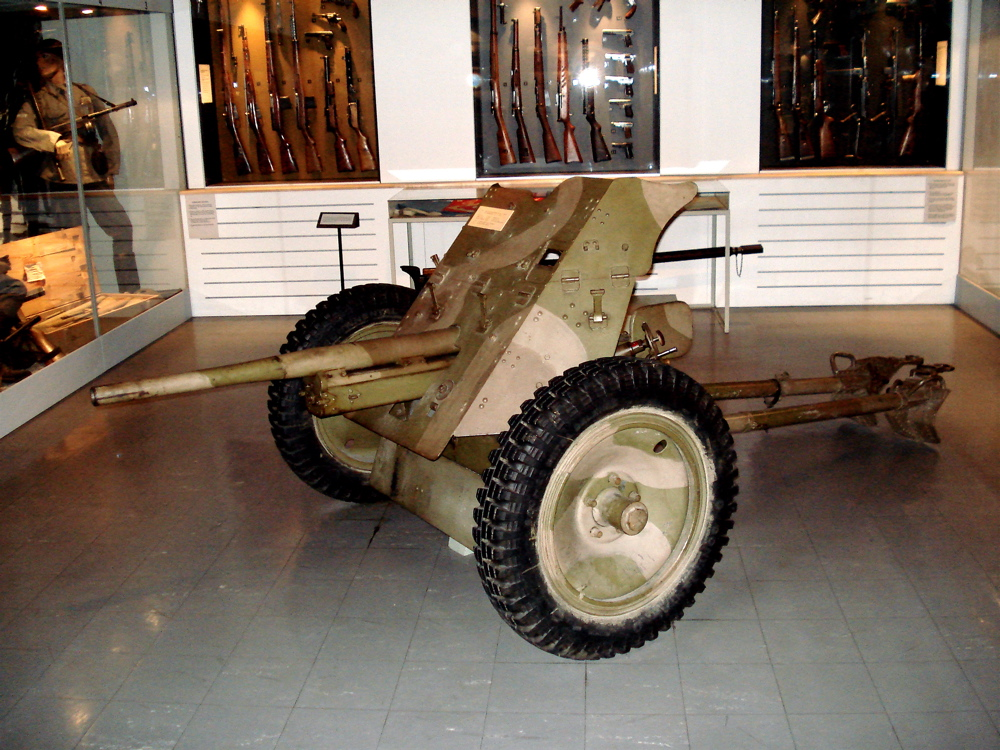
フィンランド・ヘルシンキ軍事博物館に展示されている3.7 cm PaK 36

3.7 cm PaK 36（独: 3,7 cm Panzerabwehrkanone 36、3.7 cm パンツァーアップヴェアカノーネ 36）とは、1936年にラインメタル社が設計し第二次世界大戦でドイツ陸軍が使用した対戦車砲である。初期の木製スポーク型転綸の型と併せ、PaK 35/36とも呼ばれる。

## 概要
PaK 36は開発当時の対戦車砲としてはごく標準的な性能を有しており、戦車砲仕様の3.7cm KwK 36は初期型のIII号戦車の主砲として使用された。
第一次世界大戦後、重火器の保有はヴェルサイユ条約により禁止されていたが、ラパッロ条約により開発や試験は秘密裏にソ連国内で行われており、1928年末には3.7cm Tak28 L/45の名で部隊配備が始まり、輸出専用型37mm Tak29も作られ外国に販売された。この当時、対戦車砲に対する公式な呼称にはPanzerabwehrkanone（PaK）ではなく、Tankabwehrkanone（Tak）が用いられた。
またドイツ再軍備宣言以前に、赤軍の装備としてもM1930(1K)の名で採用されている。同国が設計した19-K (M1932)、53-K (M1937)、M-42 (M1942)の3種類の45mm対戦車砲も1Kの拡大発展型であり、PaK 36の派生形とも言えるものである。

## 実戦での運用
同年に勃発したスペイン内戦において、ドイツはフランシスコ・フランコ率いる反乱軍の支援を目的に義勇兵の名目で派遣したコンドル軍団に実戦評価試験を兼ねてこの砲を装備。人民戦線政府軍がソビエト連邦から供与されたT-26軽戦車（10トン級）やBT-5快速戦車（10トン級）などに対して使用され、距離700～800mからの射撃でこれらを仕留めることができた。
1939年9月のポーランド侵攻においてもポーランド軍のTKS豆戦車や7TP軽戦車（10トン級）を迎え撃ったが、1940年のフランス侵攻において早くも性能上の限界に突き当り始めた。

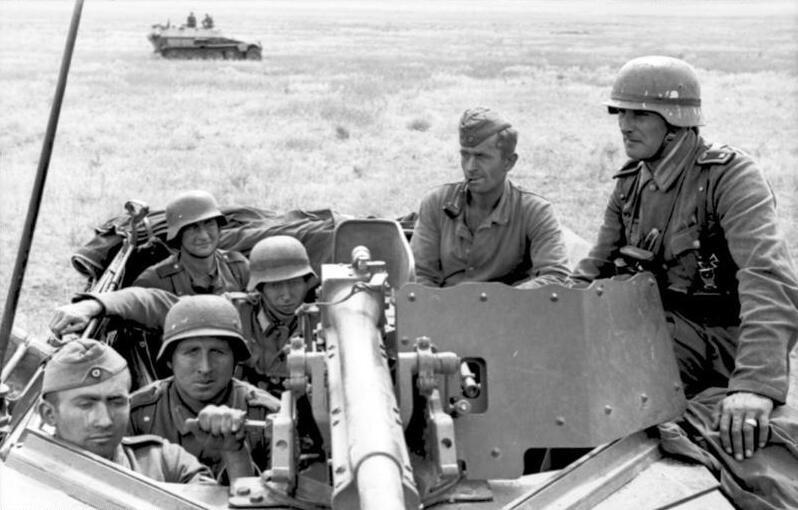
Sd Kfz 251に搭載された、小型防盾付きのPaK36。対戦車用として無力となった後でも、機銃座やトーチカの銃眼を狙撃して潰す等の使い道があった。

フランス軍のソミュア S35騎兵戦車（20トン級）やルノーB1重戦車（30トン級）、イギリス軍のマチルダI / マチルダII歩兵戦車（30トン級）には至近距離から側面や背面を狙わないと太刀打ちできなかった。特にアラスの戦いにおいてはイギリス軍のマチルダII戦車部隊の進撃を止めることができず、一時はベルギー付近に集結させた英仏軍主力部隊の包囲網を突破される危険すらあった。この場は88mm高射砲の水平射撃によってマチルダIIを撃破し危機を脱したが、この時の醜態からPaK 36にはHeeresanklopfgerät（「陸軍のドアノッカー」。単に「ドアノッカー」とも）の蔑称がつき、PaKとは Panzerabwehrkanone (対戦車砲) ではなく Panzeranklopfkanone (戦車ノック砲) の頭文字だとのジョークも生まれた。フランス戦終結後のドイツ国防軍はより大口径の5 cm PaK 38の配備を開始した。
PaK 38の生産開始後、PaK 36向けにタングステン芯入りの新型徹甲弾PzGr40が開発され供給されたが、1941年のバルバロッサ作戦でソビエト連邦への侵攻を開始したドイツ軍は、新型のT-34中戦車（30トン級）やKV-1重戦車（45トン級）と相まみえた。その結果、PaK 36では至近距離であっても、どの方向から何十発も命中弾を与えても貫通させるのが困難であると判明した。ドイツ側の記録によると、車体側面後部が地面の傾斜で垂直になったところを狙う、車体前方機銃の銃眼や操縦士用ハッチのペリスコープといった小さな急所をピンポイントで狙う、といった手段をとる他に擱座させるチャンスはなかったという。また、鹵獲したPzGr40を用いてのソ連軍による耐弾試験では、T-34の車体側面下部（転綸の背後にある傾斜のない箇所）対し命中角0度で400m以内、砲塔側面で150m以内で貫通可能であったと記録されている。しかし後継であるPaK 38の配備は不十分であり、更なる新型の7.5 cm PaK 40の配備が始まる1942年までは、第一線の対戦車部隊で使用されていた。

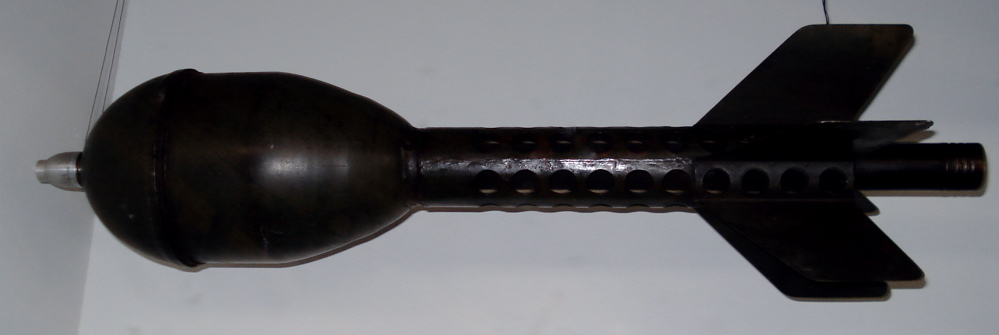
PaK 36用のStielgranate 41HEAT弾。シュティールグラナーテは「柄付き榴弾」の意味。柄を砲口に差し込んで発射する。

1943年には砲口装着式のHEAT弾、Stielgranate 41、シュティールグラナーテ 41が実用化され装甲貫徹力は回復した。しかし有効射程は300m程度とされていたが、初速や命中精度の点から実質100m程度に過ぎず、さらに移動目標に命中させるのは難しかったという。また衝撃信管が弾頭の先端に取り付けられていた構造上、命中時の衝撃角度が浅いと爆発せずにスリップしてしまうおそれがあった。それでも、牽引車両に頼らず人力で陣地転換できる軽量さを買われて空軍の降下猟兵をはじめとする軽歩兵部隊が運用していた。
牽引にはKfz.69 クルップ・プロッツェ、1tハーフトラック、kfz.12 ホルヒ901、ケッテンクラート等の小型トラックや大型乗用車、半装軌車が用いられ、現地改造で牽引砲を搭載し自走砲化したものもあった。この他、装甲兵員輸送車であるSd Kfz 250やSd Kfz 251の小隊長車の武装として搭載されたり、鹵獲したユニバーサル・キャリアやルノー UEといった小型装甲車輌に搭載した自走砲も作られている。

## ドイツ国外における運用
フィンランドやハンガリー、ルーマニア、スロバキアに軍事援助として供与されたが、独ソ戦においては序盤でしか使いものにならなかった。
これ以外にも中独合作によって蔣介石率いる国民革命軍（中国国民党軍）にも少数が輸出されており、日中戦争初期の太原作戦で使用され、創成期の日本陸軍機甲部隊を率いた百武俊吉大尉など独立混成第1旅団戦車第4大隊の4人の中隊長のうち2人が戦死、1人が重傷を負うという大損害を与えた。その後の武漢作戦では、山砲兵第27連隊の九六式十五糎榴弾砲に制圧されている。これを鹵獲した日本軍はラ式三七粍対戦車砲の名をつけて現地部隊で運用したほか、後の日本軍の火砲開発における技術サンプルになった。

## スペック
- 口径：37mm
- 全長：1.66m
- 全幅：1.65m
- 重量：328kg
- 砲身長：1,665mm (45口径)
- 仰俯角：-5°~+45°
- 左右旋回角：50°
- 運用要員：名
- 発射速度：13発/分（最大）
- 最大射程：5,484m
- 生産期間：1936年~1942年
- 生産総数：約15,000門

| 装甲貫徹力      | 装甲貫徹力 | 装甲貫徹力 | 装甲貫徹力 | 装甲貫徹力 | 装甲貫徹力 | 装甲貫徹力 | 装甲貫徹力 | 装甲貫徹力 |
| 砲弾            | 砲弾       | 砲弾       | 砲弾       | 砲弾       | 射程       | 射程       | 射程       | 射程       |
| --------------- | ---------- | ---------- | ---------- | ---------- | ---------- | ---------- | ---------- | ---------- |
| 弾薬            | 弾種       | 弾重       | 初速       | 弾着角     | 100m       | 500m       | 1,000m     | 1,500m     |
| Pzgr.           | AP-HE      | 0.685kg    | 745m/s     | 60°        | 34mm       | 29mm       | 22mm       | 19mm       |
| Pzgr.40         | APCR       | 0.368kg    | 1,020m/s   | 60°        | 64mm       | 34mm       |            |            |
| Stielgranate 41 | HEAT       | 8.510kg    | 110m/s     | 60°        | 180mm      | 有効射程外 | 有効射程外 | 有効射程外 |

## 登場作品

### ゲーム
『R.U.S.E.』
ドイツの対戦車砲として登場。
『鋼鉄の虹 パンツァーメルヒェンRPG』
グリューネラント軍の義勇部隊「パンテル軍団」の装備火器。